# Margaretha de Clare
Margaretha de Clare (Tonbridge, 12 oktober 1293 - Chebsey, 9 april 1342) was een Engelse edelvrouw. Ze behoorde tot het machtige Anglonormandische geslacht de Clare.

## Levensloop
Margaretha was de tweede dochter van Gilbert de Clare, graaf van Gloucester en Hertford, uit diens tweede huwelijk met Johanna van Akko, een dochter van koning Eduard I van Engeland. Haar vader was een van de rijkste en machtigste edelen van Engeland.
Op initiatief van koning Eduard II van Engeland huwde ze op 1 november 1307 in het kasteel van Berkhamsted met Piers Gaveston (1284-1312), de machtige favoriet van de koning. Nadat de adellijke oppositie in opstand kwam tegen de invloed van Gaveston, werd hij in november 1311 in ballingschap gedwongen. Toen Gaveston enkele maanden later toch terugkeerde naar Engeland, werd hij door edelen onder leiding van graaf Thomas van Lancaster ontvoerd en onthoofd. Vervolgens werd de verweduwde Margaretha opgenomen in de hofhouding van de Engelse koning. 
Nadat haar broer Gilbert in 1314 sneuvelde in de Slag bij Bannockburn en geen nakomelingen had nagelaten, werden in november 1317 de omvangrijke bezittingen van haar familie verdeeld tussen Margaretha en haar twee zussen Eleonora en Elisabeth. Margaretha verwierf Tonbridge in Kent, Thornbury in Gloucestershire en talrijke andere wijdverspreide bezittingen in Engeland, net als de heerlijkheid Wentloog in de Welsh Marches en een derde van de heerlijkheid Kilkenny in Ierland. Enkele maanden eerder, op 28 april 1317, was ze op Windsor Castle gehuwd met Hugh de Audley (1291-1347), een vertrouweling van koning Eduard II.
Al in 1318 eiste Hugh le Despenser de Jongere, de echtgenoot van haar zus Eleonora en de nieuwe koninklijke favoriet, Wentloog voor zichzelf op. Onder druk van haar koning moest Hugh de Audley de heerlijkheid aan hem afstaan. Toen Despenser niet veel later ook de bezittingen van haar zus Elisabeth in Zuidoost-Wales begon op te eisen, kwam het in 1321 tot opstand van de edelen in de Welsh Marches, waarbij de Audley zich aansloot. De koning slaagde er echter in om de rebellie, die de Despenser War werd genoemd, neer te slaan. De Audley werd gevangengenomen en Margaretha kon maar net verhinderen dat hij geëxecuteerd werd. Haar bezittingen werden onder koninklijk beheer geplaatst. Terwijl de Audley in gevangenschap bleef, mocht Margaretha zich terugtrekken in de priorij van Sempringham. Nadat koning Eduard II en Hugh le Despenser in 1326 ten val werden gebracht, kregen Margaretha en Hugh de Audley Wentloog en hun andere inbeslaggenomen goederen terug. Niettemin kwam de Audley in 1328 in opstand tegen Roger Mortimer, de gunsteling van koningin Isabella en sinds de val van Eduard II en Despenser de feitelijke machthebber van Engeland. De opstand was niet succesvol en als straf kreeg de Audley een buitengewoon hoge boete van 10.000 pond opgelegd. Nadat koning Eduard III van Engeland eind 1330 de macht greep ten koste van Mortimer en Isabella, werden de Audley en Margaretha van deze straf ontheven.
In maart 1336 werd de enige dochter van Hugh de Audley en Margaretha, die ook Margaretha heette, met geweld ontvoerd door graaf Ralph Stafford, waarna ze gedwongen werd om hem te huwen. Haar ouders waren hier zeer ontevreden over, maar koning Eduard III ging akkoord met de verbintenis. Om hen te paaien, werd Hugh de Audley in 1337 door de Engelse koning benoemd tot graaf van Gloucester, een titel die door de dood van haar broer Gilbert sinds 1314 was uitgestorven.
Onder Eduard III diende Hugh de Audley meermaals als gezant. Ook Margaretha vergezelde hem soms bij zijn reizen. Ze stierf in april 1342 op 48-jarige leeftijd en werd bijgezet in de priorij van Tonbridge.

## Nakomelingen
Met haar eerste echtgenoot Piers Gaveston had Margaretha een dochter:
- Joan (1312-1325)

Ook uit haar tweede huwelijk met Hugh de Audley werd een dochter geboren:
- Margaretha (overleden in 1348), huwde in 1336 met graaf Ralph Stafford.